# レット・イット・ビー
『レット・イット・ビー』（英語: Let It Be）は、ビートルズの13作目のイギリス盤公式オリジナル・アルバムである。同名のドキュメンタリー映画のサウンドトラックとなっており、ビートルズが事実上解散してから約1か月後の1970年5月8日に発売された。全英アルバムチャートやBillboard 200をはじめとした多くのアルバムチャートで第1位を獲得した。
レコーディング・セッションは1969年1月に行われ、『アビイ・ロード』制作前に『ゲット・バック』（Get Back）としてリリースする予定だったが完成に至らず、その後セッションのテープを委託されたフィル・スペクターによって編集が行われ、『レット・イット・ビー』としてリリースされた。

## 背景

### 制作に至る経緯
1968年10月中旬、『ザ・ビートルズ』のための約5か月の作業が終了した。ビートルズは録音の前にデモテープ（いわゆる「イーシャー・デモ」）を自作するという初の試みを行ったことでバンドとしての一体感を確認するとともに、サイケデリックから簡潔なバンド・サウンドへの回帰を進めていた。一方、アルバム制作途中に導入された最新の8トラック・レコーダーにより、4人が同時に演奏する必要が無くなったため、メンバーが別々のスタジオで作業する時間も増えていた。またメンバー間の確執は徐々に深刻化し、リンゴ・スターが一時グループを離脱するまでに発展した。
バンドの将来を危惧しつつも「ヘイ・ジュード」のプロモーション・フィルム撮影の際に行った有観客演奏に満足したポール・マッカートニーは、1966年8月以来行っていない公演を行うことでバンドとしての一体感を高めるとともに、より簡潔なロックンロールの構成に戻ることでバンドの活性化を構想していた。ビートルズが所属するアップルは12月にロンドン北部のラウンドハウスで公演を行う計画を発表したが、メンバー間の意見の相違や日程の調整がつかず、実現しなかった。
そこで、スターが主演する映画『マジック・クリスチャン』の撮影がトゥイッケナム映画撮影所で始まる前、メンバー全員の予定が空いている1月に、生演奏を前提とした複雑な編集作業を伴わない新曲を披露するセッションを、同スタジオで行う企画が決定した。後にこの企画は、ビートルズが新曲を完成させる過程を撮影し、公開演奏を含むテレビ特番用のドキュメンタリー映像として使用する計画に変更された。監督は「ペイパーバック・ライター」や「ヘイ・ジュード」などのプロモーション・フィルムを制作したマイケル・リンゼイ＝ホッグが担当することになった。

### トゥイッケナム映画撮影所でのリハーサル・セッション
1969年1月2日、いわゆる「ゲット・バック・セッション」が始まった。開始当初はメンバー全員が多少なりとも好感触を得ていた様子だった。しかし作業が進むにつれ、慣れない映画スタジオでの作業、公開演奏まで十分な時間がないこと、多くのメンバー以外の人間に囲まれた環境で常に撮影されていることなど、緊張と不満による軋轢が生まれ、覇気がなくなっていった。7日にはマッカートニーとジョージ・ハリスンが対立。10日にはジョン・レノンと口論したハリスンがセッションを放棄するという事件が起こった。
結局、15日に開かれた会合で、ハリスンは映画スタジオでの撮影の中止、公演の延期及び無観客開催・予告の禁止、アップル・コア本社にある新しいスタジオでの作業再開を要求した。ハリスンは合意を経てビートルズに復帰したが、この時点で公演中継の計画は放棄され、撮影された映像は長編ドキュメンタリー映画に使われることが決定した。16日にマッカートニーが1人で演奏しているところを収録後、機材は撤収され、トゥイッケナムでの撮影が終了した。
なお、トゥイッケナム映画撮影所での音源はあくまでもドキュメンタリー映像用であって、レコード化を目的とはしていなかった。従って本作に使われた音源は8日の作業中に収録され「フォー・ユー・ブルー」の冒頭に付け加えられた、レノンの"Queen says 'No' to pot-smoking FBI members."という発言のみで、演奏はアルバムには一切採用されていない。

### アップル・スタジオでのレコーディング・セッション
1969年1月21日、ビートルズはロンドンのサヴィル・ロウにあるアップル・コア本社ビル内の地下スタジオに場所を移した。同地でマルチトラック・レコーダーを用いてデビュー当時のようにオーバー・ダビングを一切行わない新しいアルバムの制作と撮影が開始された。

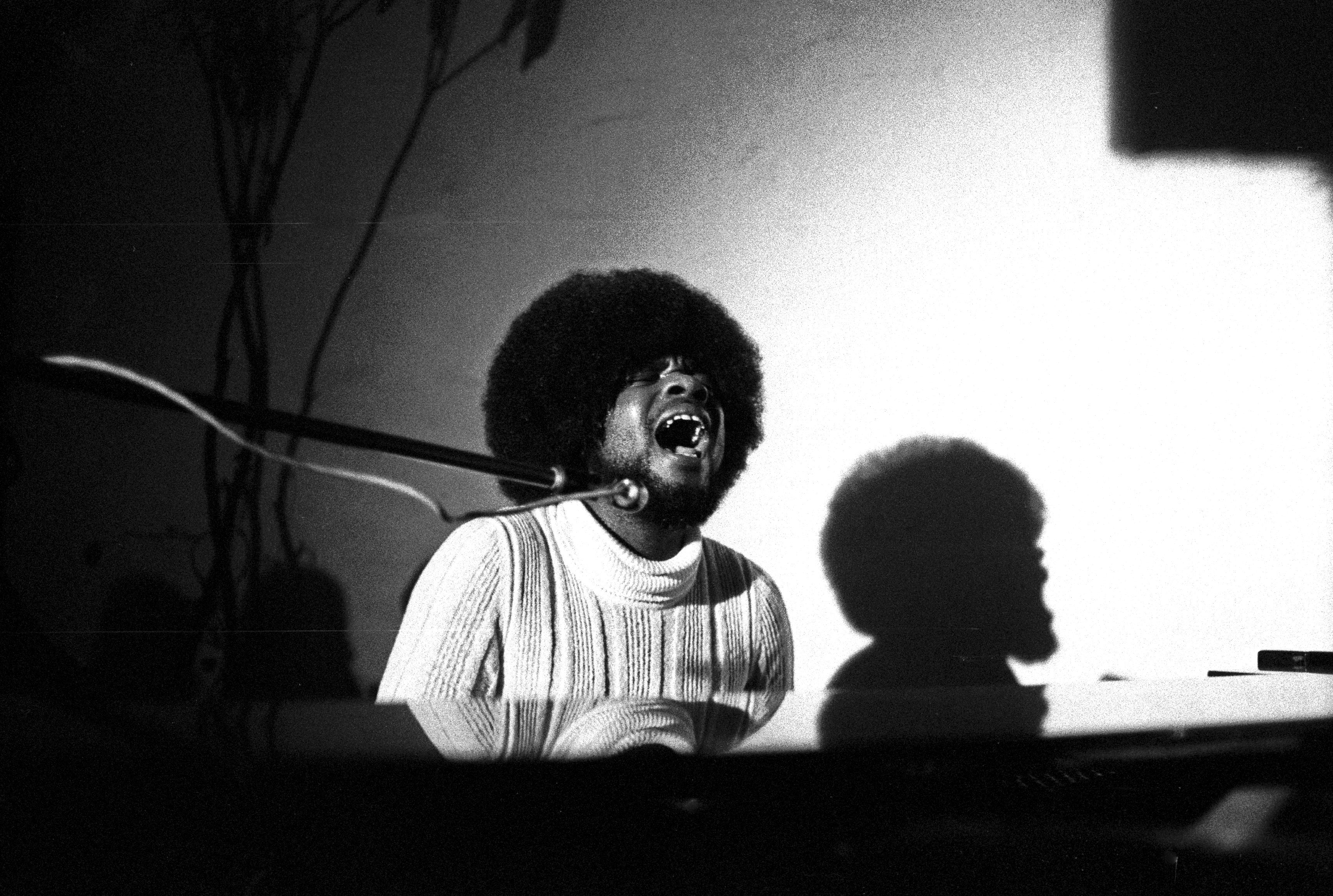
ゲット・バック・セッションに参加したビリー・プレストン（1971年撮影）

また22日からは、ハリスンが招聘したキーボーディストで旧友のビリー・プレストンが参加した。プレストンの参加によりメンバー間の緊張も和らいだ。アップルでの作業は連日行われ、比較的順調に進んだ。
1月30日、プレストンを加えた5人は事前予告をせず、本社の屋上で後に「ルーフトップ・コンサート」として知られることになる生演奏を行った。非公開とは言え、1966年のサンフランシスコ公演以来2年5か月ぶりに行ったこの企画は結果としてビートルズ最後の生演奏となった。
翌31日、屋上での演奏には不向きだった曲をスタジオ・ライブで収録し、1か月に及ぶ「ゲット・バック・セッション」は終了した。
シングル曲にはメンバー全員がその完成度に満足していた「ゲット・バック」が選ばれた。さらにグループの「原点回帰」を強調するため、デビュー・アルバム『プリーズ・プリーズ・ミー』同様にアルバム名とシングル曲名を統一し、ジャケットの構図も継承することになった。
制作作業にはジョージ・マーティンも加わった。4月11日、「ドント・レット・ミー・ダウン」と｢ゲット・バック｣が「ゲット・バック・セッション」から初となるシングルとして発売された。

### アルバム『ゲット・バック』発売に向けてのミキシング
「ゲット・バック・セッション」の当初から関わっていたエンジニアのグリン・ジョンズはレノンとマッカートニーの依頼を受け、3月10日からオリンピック・スタジオでセッションの内容をアルバムにまとめる作業を開始した。
一方メンバーは、2月22日にはトライデント・スタジオで「アイ・ウォント・ユー」の録音を行うなど、7月に『アビイ・ロード』の制作を始めるまで断続的に新曲の録音を行っていた。
ジョンズはシングル「ゲット・バック」のミキシング作業にも関わった後、メンバーの意向も汲みながら、5月28日にようやくマスター・テープを完成させた。
この5月28日版と本作との大きな違いは次の通りである。
- 1月30日の「ルーフトップ・コンサート」から本作に収録されている「ディグ・ア・ポニー」「アイヴ・ガッタ・フィーリング」「ワン・アフター・909」の3曲のうち、採用されたのは「ワン・アフター・909」のみである。
- 1月31日のスタジオ・ライブから本作に収録されている「トゥ・オブ・アス」「ゲット・バック」の2曲のうち採用されたのは「ゲット・バック」のみである。
- この他に「ドント・レット・ミー・ダウン」「テディ・ボーイ」、即興演奏の「ロッカー」とドリフターズのカバー曲「ラストダンスは私に」、さらに「ディグ・イット」の5分ヴァージョンが収録された[35]。

1969年5月28日版の収録曲は、以下のようになっていた。
| #  | タイトル                                                               | 作詞・作曲                                                                      |
| -- | ---------------------------------------------------------------------- | ------------------------------------------------------------------------------- |
| 1. | 「ワン・アフター・909」(The One After 909)                             | レノン＝マッカートニー                                                          |
| 2. | 「ロッカー」(Rocker)                                                   | ジョン・レノン ポール・マッカートニー ジョージ・ハリスン リチャード・スターキー |
| 3. | 「セイヴ・ザ・ラスト・ダンス・フォ・ミー」(Save the Last Dance for Me) | ドク・ポーマス モルト・シューマン                                               |
| 4. | 「ドント・レット・ミー・ダウン」(Don't Let Me Down)                    | レノン＝マッカートニー                                                          |
| 5. | 「ディグ・ア・ポニー」(Dig a Ponny)                                    | レノン＝マッカートニー                                                          |
| 6. | 「アイヴ・ガッタ・フィーリング」(I've Got a Feeling)                   | レノン＝マッカートニー                                                          |
| 7. | 「ゲット・バック」(Get Back)                                           | レノン＝マッカートニー                                                          |

| #  | タイトル                                                                  | 作詞・作曲                                                                      |
| -- | ------------------------------------------------------------------------- | ------------------------------------------------------------------------------- |
| 1. | 「フォー・ユー・ブルー」(For You Blue)                                    | ジョージ・ハリスン                                                              |
| 2. | 「テディ・ボーイ」(Teddy Boy)                                             | ポール・マッカートニー                                                          |
| 3. | 「トゥ・オブ・アス」(Two of Us)                                           | レノン＝マッカートニー                                                          |
| 4. | 「マギー・メイ」(Maggie Mae)                                              | - 民謡 -                                                                        |
| 5. | 「ディグ・イット」(Dig It)                                                | ジョン・レノン ポール・マッカートニー ジョージ・ハリスン リチャード・スターキー |
| 6. | 「レット・イット・ビー」(Let It Be)                                       | レノン＝マッカートニー                                                          |
| 7. | 「ザ・ロング・アンド・ワインディング・ロード」(The Long and Winding Road) | レノン＝マッカートニー                                                          |
| 8. | 「ゲット・バック (リプライズ)」(Get Back (Reprise))                       | レノン＝マッカートニー                                                          |

アルバム・ジャケットには、5月13日に撮影されたマンチェスター・スクエアにあるEMI本部の吹き抜けからメンバーが見下ろしている写真が使用されていた。これは1963年に発売のデビュー・アルバム『プリーズ・プリーズ・ミー』のジャケットと構図や配置が酷似している。撮影には『プリーズ〜』のジャケットも手がけたアンガス・マクビーンを起用した。
同時にテスト盤も制作されたが発売には至らず、そのまま棚上げされてしまった。
8月下旬にアルバム『アビイ・ロード』の録音が終了すると、メンバーは個々に活動を始めたが、一方でアップル・コアが「ゲット・バック」プロジェクトのために行った多額の投資を回収するために、すでに完成していたドキュメンタリー映画の公開に合わせて、サウンドトラック・アルバムを発表する必要に迫られていた。
そこでメンバーはジョンズに、映画の内容に沿ったサウンドトラックの制作を指示し、12月15日から1970年1月8日にかけて改めてミキシングと再編集が行わせた。
1970年1月5日版では、映画に登場しなかった「テディ・ボーイ」が除外され、リハーサルの場面に登場した「アクロス・ザ・ユニバース」、レノンがオノ・ヨーコとワルツを踊っている場面で登場した「アイ・ミー・マイン」が追加収録された。また、1月4日には「レット・イット・ビー」にマラカスやリードギター、ジョージ・マーティンのプロデュースによりブラスとストリングスなどがオーバー・ダビングされた。しかし、1月5日版もメンバーの了解が得られず、結局アルバム『ゲット・バック』は未発表となった。
1970年1月5日版の収録曲は、以下のようになっている。
| #         | タイトル                                                               | 作詞・作曲                                                                      | 時間  |
| --------- | ---------------------------------------------------------------------- | ------------------------------------------------------------------------------- | ----- |
| 1.        | 「ワン・アフター・909」(The One After 909)                             | レノン＝マッカートニー                                                          | 3:03  |
| 2.        | 「ロッカー」(Rocker)                                                   | ジョン・レノン ポール・マッカートニー ジョージ・ハリスン リチャード・スターキー | 0:34  |
| 3.        | 「セイヴ・ザ・ラスト・ダンス・フォ・ミー」(Save the Last Dance for Me) | ドク・ポーマス モルト・シューマン                                               | 0:20  |
| 4.        | 「ドント・レット・ミー・ダウン」(Don't Let Me Down)                    | レノン＝マッカートニー                                                          | 4:40  |
| 5.        | 「ディグ・ア・ポニー」(Dig a Ponny)                                    | レノン＝マッカートニー                                                          | 4:04  |
| 6.        | 「アイヴ・ガッタ・フィーリング」(I've Got a Feeling)                   | レノン＝マッカートニー                                                          | 2:45  |
| 7.        | 「ゲット・バック」(Get Back)                                           | レノン＝マッカートニー                                                          | 3:14  |
| 8.        | 「レット・イット・ビー」(Let It Be)                                    | レノン＝マッカートニー                                                          | 4:02  |
| 合計時間: | 合計時間:                                                              | 合計時間:                                                                       | 22:42 |

| #         | タイトル                                                                  | 作詞・作曲                                                                      | 時間  |
| --------- | ------------------------------------------------------------------------- | ------------------------------------------------------------------------------- | ----- |
| 1.        | 「フォー・ユー・ブルー」(For You Blue)                                    | ジョージ・ハリスン                                                              | 2:45  |
| 2.        | 「トゥ・オブ・アス」(Two of Us)                                           | レノン＝マッカートニー                                                          | 3:26  |
| 3.        | 「マギー・メイ」(Maggie Mae)                                              | - 民謡 -                                                                        | 0:37  |
| 4.        | 「ディグ・イット」(Dig It)                                                | ジョン・レノン ポール・マッカートニー ジョージ・ハリスン リチャード・スターキー | 4:06  |
| 5.        | 「ザ・ロング・アンド・ワインディング・ロード」(The Long and Winding Road) | レノン＝マッカートニー                                                          | 3:39  |
| 6.        | 「アイ・ミー・マイン」(I Me Mine)                                         | ジョージ・ハリスン                                                              | 1:45  |
| 7.        | 「アクロス・ザ・ユニバース」(Across the Universe)                         | レノン＝マッカートニー                                                          | 3:27  |
| 8.        | 「ゲット・バック (リプライズ)」(Get Back (Reprise))                       | レノン＝マッカートニー                                                          | 0:38  |
| 合計時間: | 合計時間:                                                                 | 合計時間:                                                                       | 20:23 |

後述の通り、2021年に発売されたスーパー・デラックス・エディションには、1969年5月28日版『ゲット・バック』が、「1969グリン・ジョンズ・ミックス」の名称で全編収録されており、オリジナル・アルバムジャケットとともに制作後52年を経ての公式リリースとなった。また1970年版のミックスからも「アイ・ミー・マイン」と「アクロス・ザ・ユニバース」が収録されている。
なお、リハーサルなどでサウンドトラック用に録音された100時間以上のテープのうち、その大半が海賊盤として流通している。代表的なものに『Kum Back』がある。レノンが「俺が誰かに渡したアセテート盤をそいつが持っていって、先行プレスだか何だかだと言って放送された物が基になっていると聞いた」と語っているように、図らずもレノンが音源の流出元となった可能性がある。また、1980年にはLP5枚組の『The Black Album』という海賊盤が発売されたほか、セッション・テープを完全収録したCD38枚組の『Day by Day』が発売されたが、2003年1月にセッション・テープ500本がイギリスとオランダの警察によって回収され、5名が逮捕された。また、「Purple Chick」レーベルは、自ら所有するテープ音源を『A/B Road』というタイトルで、無料でデジタル配信している。

### アルバム『レット・イット・ビー』へ
1970年初頭、3月に発売予定のシングル「レット・イット・ビー」に合わせて、映画とサウンドトラック・アルバムの名称も『ゲット・バック』から『レット・イット・ビー』へ変更されることが決まった。
1月27日、ハリスンに薦められたレノンは、旧知のアメリカ人プロデューサーのフィル・スペクターに制作を依頼したソロ・シングル『インスタント・カーマ』の仕上がりと好調な売上に満足し、彼なら『レット・イット・ビー』を良いアルバムに仕上げるだろうと考えた。3月23日にマッカートニーには無断で、ハリスンとともに棚上げされていた「ゲット・バック・セッション」の音源を委託した。スペクターはオーバー・ダビングするなどして音源を編集し、4月2日に完成させた。
レノンとハリスンは、頓挫しかけていた「ゲット・バック・セッション」の音源を短期間のうちにアルバムとしてまとめあげたスペクターの仕事を高く評価し、その後もそれぞれのソロ作品で彼をプロデューサーとして起用している。しかしマッカートニーは「ザ・ロング・アンド・ワインディング・ロード」に加えられたオーケストラ・アレンジに強い不満を持つなど、自分を除外したまま進められたスペクターの仕事を評価しなかった。マッカートニーはアルバム発売の中止を求めて訴訟を検討したが、アルバムの発売に関する契約が1枚残っていたため、不本意ながらも発売を認めざるを得なかった。
4月10日、マッカートニーがグループを脱退する意向であることがイギリスの大衆紙『デイリー・ミラー』で報じられ、ビートルズが事実上解散した約1か月後の5月8日にイギリスで、5月18日にはアメリカでアルバム『レット・イット・ビー』が発売され、続いて5月20日には映画『レット・イット・ビー』が劇場公開された。
イギリスでは全英アルバムチャートで5月23日付から3週連続1位を獲得、『ニュー・ミュージカル・エクスプレス』誌では6週連続、『メロディ・メイカー』誌では8週連続1位だった。アメリカでは 『ビルボード』誌のTop LPsで6月13日付から4週連続1位を獲得し、1970年度年間ランキング31位だった。『キャッシュボックス』誌では6週連続1位、1970年度年間ランキング14位。アメリカだけで400万枚以上のセールスを記録し、全世界では1,000万枚以上のセールスを記録している。第13回グラミー賞では最優秀サウンドトラック賞を受賞した。また『ローリング・ストーンの選ぶオールタイム・ベストアルバム500』2020年改訂版に於いては342位にランクインしている。
アルバム・ジャケットのデザインは『アビイ・ロード』のジャケットを手がけたジョン・コッシュで、イーサン・ラッセルが撮影した「ゲット・バック・セッション」におけるメンバー4人の写真が使われている。またアメリカを除くほとんどの国では『The Beatles Get Back』と題されたフルカラーの写真集付きボックス仕様で発売された。この写真集は、ラッセルによる「ゲット・バック・セッション」時の写真、映画に使われた会話、雑誌『ローリング・ストーン』の ジョナサン・コットとデヴィッド・ダルトンによるエッセイで構成されていた 。アメリカ盤は見開きジャケット仕様で、内側にラッセル撮影の写真が9枚レイアウトされている。
なお、ビートルズにとって、スターがリード・ボーカルをとった楽曲がないオリジナル・アルバムとしては、『ハード・デイズ・ナイト』以来2作目となる。また、前作『アビイ・ロード』に続いて、本作もステレオ盤のみの発売となっており、モノラル盤は制作されていない。

## 再リリース

### 1987年デジタル・マスタリング盤
1987年10月19日に発売された初のCD盤。『サージェント・ペパーズ・ロンリー・ハーツ・クラブ・バンド』の発売20周年に合わせたビートルズの全オリジナル・アルバムのCD化に際し、オリジナル・アナログ・ステレオ・ミックスをそのまま生かし、EQ調整のみでデジタル・マスタリングされた。

### レット・イット・ビー...ネイキッド
2003年11月に発売されたリミックス・アルバム。フィル・スペクターの施したオーバー・ダビングを取り除き、本来の演奏にデジタル・テクノロジーによる修正や編集を施している。なお「マギー・メイ」と「ディグ・イット」がカットされ、新たに「ドント・レット・ミー・ダウン」が収録された。

### 2009年デジタル・リマスター盤
2009年9月9日に発売されたデジタル・リマスター盤。他のオリジナル・アルバムとともにロンドンにあるEMIのアビー・ロード・スタジオで4年の歳月をかけ、最新のレコーディング・テクノロジーに加え、ビンテージのスタジオ機材も用いながらリマスター作業を実施。クリック音、ボーカルの破裂音などは曲本来のイメージを損なわない限りにおいて修復するとともに、リマスターの際に多用されるノイズの除去なども、ビートルズの楽曲の重要性に鑑み、曲本来の持ち味をなくさないよう行われた。

### スペシャル・エディション
2021年10月15日にスペシャル・エディションが、1LP、1LP（ピクチャー・ディスク）、1CD、2CDデラックス、スーパー・デラックス（5CD+1Blu-ray）
、スーパー・デラックス（5LP+ブックレット）、デジタル配信の7形態でリリースされた。
オリジナル・アルバムの新たなミックスは、過去に発売された3作の50周年記念リミックス・エクスバンデッド・エディションと同じく、プロデューサーのジャイルズ・マーティンとエンジニアのサム・オケルによってリミックスが行われた。スペクターがリプロデュースしたオリジナル・バージョンを基に、オリジナル・レコーディング・セッションやルーフトップ・コンサートの8トラック・テープから直接作り出された。
またスーパー・デラックス・エディションとデジタル配信版では、オリジナル・アルバムのニュー・ステレオ・ミックスのほか、レコーディング・セッションからのアウトテイクやリハーサル音源、ジャム・セッションをはじめとした未発表音源27曲、1969年5月にジョンズによってまとめられたものの未発表となっていた『ゲット・バック』のステレオLPミックス、シングル・ヴァージョンなど4曲入りEP『レット・イット・ビー』、そしてBlu-rayにハイレゾ・ステレオ、5.1サラウンド、そしてドルビーアトモスでミックスされたオリジナル・アルバムのニュー・ステレオ・ミックスが収録されている。なお、2020年の時点ではルーフトップ・コンサートの完全版も収録される予定であったが、除外されてしまった。しかし、2022年1月28日から『Get Back (Rooftop Performance)』としてストリーミングによる音楽配信が開始された。
全英アルバムチャートで最高位2位、Billboard 200で最高位5位を獲得。アメリカのアルバムチャートに登場したのは、120位を獲得した2010年12月以来となり、トップ10入りは4位を獲得した1970年8月以来となる。

## 収録曲
- 邦題の表記は、日本公式サイトに準拠[66]。

### オリジナル収録曲
| #         | タイトル                                          | 作詞・作曲                                                 | リード・ボーカル                      | 時間  |
| --------- | ------------------------------------------------- | ---------------------------------------------------------- | ------------------------------------- | ----- |
| 1.        | 「トゥ・オブ・アス」(Two Of Us)                   | レノン＝マッカートニー                                     | ポール・マッカートニー ジョン・レノン | 3:36  |
| 2.        | 「ディグ・ア・ポニー」(Dig A Pony)                | レノン＝マッカートニー                                     | ジョン・レノン ポール・マッカートニー | 3:54  |
| 3.        | 「アクロス・ザ・ユニバース」(Across The Universe) | レノン＝マッカートニー                                     | ジョン・レノン                        | 3:48  |
| 4.        | 「アイ・ミー・マイン」(I Me Mine)                 | ジョージ・ハリスン                                         | ジョージ・ハリスン                    | 2:26  |
| 5.        | 「ディグ・イット」(Dig It)                        | レノン＝マッカートニー＝ハリスン＝スターキー               | ジョン・レノン                        | 0:50  |
| 6.        | 「レット・イット・ビー」(Let It Be)               | レノン＝マッカートニー                                     | ポール・マッカートニー                | 4:03  |
| 7.        | 「マギー・メイ」(Maggie Mae)                      | 民謡（編曲：レノン＝マッカートニー＝ハリスン＝スターキー） | ジョン・レノン ポール・マッカートニー | 0:40  |
| 合計時間: | 合計時間:                                         | 合計時間:                                                  | 合計時間:                             | 19:17 |

| #         | タイトル                                                                  | 作詞・作曲             | リード・ボーカル                      | 時間  |
| --------- | ------------------------------------------------------------------------- | ---------------------- | ------------------------------------- | ----- |
| 1.        | 「アイヴ・ガッタ・フィーリング」(I've Got A Feeling)                      | レノン＝マッカートニー | ポール・マッカートニー ジョン・レノン | 3:37  |
| 2.        | 「ワン・アフター・909」(One After 909)                                    | レノン＝マッカートニー | ジョン・レノン ポール・マッカートニー | 2:54  |
| 3.        | 「ザ・ロング・アンド・ワインディング・ロード」(The Long And Winding Road) | レノン＝マッカートニー | ポール・マッカートニー                | 3:38  |
| 4.        | 「フォー・ユー・ブルー」(For You Blue)                                    | ジョージ・ハリスン     | ジョージ・ハリスン                    | 2:32  |
| 5.        | 「ゲット・バック」(Get Back)                                              | レノン＝マッカートニー | ポール・マッカートニー                | 3:09  |
| 合計時間: | 合計時間:                                                                 | 合計時間:              | 合計時間:                             | 15:50 |

### スペシャル・エディション収録曲
| #         | タイトル                                                                  | 作詞・作曲                                                 | 時間  |
| --------- | ------------------------------------------------------------------------- | ---------------------------------------------------------- | ----- |
| 1.        | 「トゥ・オブ・アス」(Two Of Us)                                           | レノン＝マッカートニー                                     | 3:36  |
| 2.        | 「ディグ・ア・ポニー」(Dig A Pony)                                        | レノン＝マッカートニー                                     | 3:55  |
| 3.        | 「アクロス・ザ・ユニバース」(Across The Universe)                         | レノン＝マッカートニー                                     | 3:48  |
| 4.        | 「アイ・ミー・マイン」(I Me Mine)                                         | ジョージ・ハリスン                                         | 2:25  |
| 5.        | 「ディグ・イット」(Dig It)                                                | レノン＝マッカートニー＝ハリスン＝スターキー               | 0:51  |
| 6.        | 「レット・イット・ビー」(Let It Be)                                       | レノン＝マッカートニー                                     | 4:03  |
| 7.        | 「マギー・メイ」(Maggie Mae)                                              | 民謡（編曲：レノン＝マッカートニー＝ハリスン＝スターキー） | 0:40  |
| 8.        | 「アイヴ・ガッタ・フィーリング」(I've Got A Feeling)                      | レノン＝マッカートニー                                     | 3:38  |
| 9.        | 「ワン・アフター・909」(One After 909)                                    | レノン＝マッカートニー                                     | 2:54  |
| 10.       | 「ザ・ロング・アンド・ワインディング・ロード」(The Long And Winding Road) | レノン＝マッカートニー                                     | 3:38  |
| 11.       | 「フォー・ユー・ブルー」(For You Blue)                                    | ジョージ・ハリスン                                         | 2:33  |
| 12.       | 「ゲット・バック」(Get Back)                                              | レノン＝マッカートニー                                     | 3:08  |
| 合計時間: | 合計時間:                                                                 | 合計時間:                                                  | 35:09 |

| #         | タイトル | 作詞・作曲                                              | 時間  |
| --------- | --- | ------------------------------------------------------- | ----- |
| 1.        | 「モーニング・カメラ (スピーチ-モノ) / トゥ・オブ・アス (テイク4)」(Morning Camera / Two Of Us (Speech / Take 4))                         | レノン＝マッカートニー                                  | 3:42  |
| 2.        | 「マギー・メイ /ファンシー・マイ・チャンシズ・ウィズ・ユー (モノ)」(Maggie Mae / Fancy My Changes With You)                               | 民謡 / レノン＝マッカートニー                           | 0:58  |
| 3.        | 「フォー・ユー・ブルー (テイク4)」(For You Blue (Take 4))                                                                                 | ジョージ・ハリスン                                      | 2:52  |
| 4.        | 「レット・イット・ビー / プリーズ・プリーズ・ミー / レット・イット・ビー (テイク10)」(Let It Be / Please Please Me / Let It Be (Take 10)) | レノン＝マッカートニー                                  | 4:32  |
| 5.        | 「ザ・ウォーク (ジャム)」(The Walk (Jam))                                                                                                 | ジミー・マクラクラン ボブ・ガーリック                   | 0:55  |
| 6.        | 「アイヴ・ガッタ・フィーリング (テイク10)」(I've Got A Feeling (Take 10))                                                                 | レノン＝マッカートニー                                  | 3:37  |
| 7.        | 「ディグ・ア・ポニー (テイク14)」(Dig A Pony (Take 14))                                                                                   | レノン＝マッカートニー                                  | 4:01  |
| 8.        | 「ゲット・バック (テイク8)」(Get Back (Take 8))                                                                                           | レノン＝マッカートニー                                  | 3:52  |
| 9.        | 「ライク・メイキング・アン・アルバム? (スピーチ)」(Like Making An Album? (Speech))                                                        |                                                         | 0:42  |
| 10.       | 「ワン・アフター・909 (テイク3)」(One After 909 (Take 3))                                                                                 | レノン＝マッカートニー                                  | 3:27  |
| 11.       | 「ドント・レット・ミー・ダウン (ファースト・ルーフトップ・パフォーマンス)」(Don't Let Me Down (First Rooftop Performance))                | レノン＝マッカートニー                                  | 3:29  |
| 12.       | 「ザ・ロング・アンド・ワインディング・ロード (テイク19)」(The Long And Winding Road (Take 19))                                            | レノン＝マッカートニー                                  | 3:47  |
| 13.       | 「ウェイク・アップ・リトル・スージー/アイ・ミー・マイン (テイク11)」(Wake Up Little Susie / I Me Mine (Take 11))                          | フェリスとブーデロウ・ブライアント / ジョージ・ハリスン | 2:15  |
| 14.       | 「アクロス・ザ・ユニヴァース (未発表グリン・ジョンズ1970ミックス)」(Across The Universe (Unreleased Glyn Johns 1970 Mix))                 | レノン＝マッカートニー                                  | 3:31  |
| 合計時間: | 合計時間: | 合計時間:                                               | 41:40 |

| #         | タイトル | 作詞・作曲                                              | 時間  |
| --------- | --- | ------------------------------------------------------- | ----- |
| 1.        | 「モーニング・カメラ (スピーチ-モノ) / トゥ・オブ・アス (テイク4)」(Morning Camera / Two Of Us (Speech / Take 4))                         | レノン＝マッカートニー                                  | 3:42  |
| 2.        | 「マギー・メイ /ファンシー・マイ・チャンシズ・ウィズ・ユー (モノ)」(Maggie Mae / Fancy My Changes With You)                               | 民謡 / レノン＝マッカートニー                           | 0:58  |
| 3.        | 「キャン・ユー・ディグ・イット?」(Can You Dig It?)                                                                                        | レノン＝マッカートニー＝ハリスン＝スターキー            | 2:02  |
| 4.        | 「アイ・ドント・ノウ・ホワイ・アイム・モーニング (スピーチ - モノ)」(I Don't Know Why I'm Moaning (Speech))                               |                                                         | 1:22  |
| 5.        | 「フォー・ユー・ブルー (テイク4)」(For You Blue (Take 4))                                                                                 | ジョージ・ハリスン                                      | 2:52  |
| 6.        | 「レット・イット・ビー / プリーズ・プリーズ・ミー / レット・イット・ビー (テイク10)」(Let It Be / Please Please Me / Let It Be (Take 10)) | レノン＝マッカートニー                                  | 4:32  |
| 7.        | 「アイヴ・ガッタ・フィーリング (テイク10)」(I've Got A Feeling (Take 10))                                                                 | レノン＝マッカートニー                                  | 3:37  |
| 8.        | 「ディグ・ア・ポニー (テイク14)」(Dig A Pony (Take 14))                                                                                   | レノン＝マッカートニー                                  | 4:01  |
| 9.        | 「ゲット・バック (テイク19)」(Get Back (Take 19))                                                                                         | レノン＝マッカートニー                                  | 3:57  |
| 10.       | 「ライク・メイキング・アン・アルバム? (スピーチ)」(Like Making An Album? (Speech))                                                        |                                                         | 0:42  |
| 11.       | 「ワン・アフター・909 (テイク3)」(One After 909 (Take 3))                                                                                 | レノン＝マッカートニー                                  | 3:27  |
| 12.       | 「ドント・レット・ミー・ダウン (ファースト・ルーフトップ・パフォーマンス)」(Don't Let Me Down (First Rooftop Performance))                | レノン＝マッカートニー                                  | 3:29  |
| 13.       | 「ザ・ロング・アンド・ワインディング・ロード (テイク19)」(The Long And Winding Road (Take 19))                                            | レノン＝マッカートニー                                  | 3:47  |
| 14.       | 「ウェイク・アップ・リトル・スージー / アイ・ミー・マイン (テイク11)」(Wake Up Little Susie / I Me Mine (Take 11))                        | フェリスとブーデロウ・ブライアント / ジョージ・ハリスン | 2:15  |
| 合計時間: | 合計時間: | 合計時間:                                               | 40:43 |

| #         | タイトル | 作詞・作曲                                                   | 時間  |
| --------- | --- | ------------------------------------------------------------ | ----- |
| 1.        | 「オン・ザ・デイ・シフト・ナウ (スピーチ - モノ) / オール・シングス・マスト・パス (リハーサル - モノ)」(On The Day Shifts Now / All Things Must Pass (Speech / Rehearsals)) | ジョージ・ハリスン                                           | 4:22  |
| 2.        | 「コンセントレイト・オン・ザ・サウンド (モノ)」(Concentrate On The Sound)                                                                                                   |                                                              | 1:07  |
| 3.        | 「ギミ・サム・トゥルース (リハーサル - モノ)」(Gimme Some Truth (Rehearsals))                                                                                               | ジョン・レノン                                               | 1:19  |
| 4.        | 「アイ・ミー・マイン (リハーサル - モノ)」(I Me Mine (Rehearsals)) | ジョージ・ハリスン                                           | 1:35  |
| 5.        | 「シー・ケイム・イン・スルー・ザ・バスルーム・ウィンドー (リハーサル)」(She Came In Through The Bathroom Window (Rehearsals))                                               | レノン＝マッカートニー                                       | 2:50  |
| 6.        | 「ポリシーン・パン (リハーサル - モノ)」(Polythene Pam (Rehearsals)) | レノン＝マッカートニー                                       | 1:19  |
| 7.        | 「オクトパス・ガーデン (リハーサル - モノ)」(Octopus's Garden (Rehearsals))                                                                                                 | リチャード・スターキー                                       | 1:50  |
| 8.        | 「オー!ダーリン (ジャム)」(Oh! Darling (Jam)) | レノン＝マッカートニー                                       | 5:19  |
| 9.        | 「ゲット・バック (テイク8)」(Get Back (Take 8)) | レノン＝マッカートニー                                       | 3:52  |
| 10.       | 「ザ・ウォーク (ジャム)」(The Walk (Jam)) | ジミー・マクラクラン ボブ・ガーリック                        | 0:55  |
| 11.       | 「ウィズアウト・ア・ソング (ジャム) - ビリー・プレストン・ウィズ・ジョン・アンド・リンゴ」(Without A Song (Jam - Billy Preston with John and Ringo))                        | ヴィンセント・ユーマンス ビリー・ローズ エドワード・エリスク | 2:00  |
| 12.       | 「サムシング (リハーサル - モノ)」(Something (Rehearsals)) | ジョージ・ハリスン                                           | 1:24  |
| 13.       | 「レット・イット・ビー (テイク28)」(Let It Be (Take 28)) | レノン＝マッカートニー                                       | 4:42  |
| 合計時間: | 合計時間: | 合計時間:                                                    | 32:34 |

| #         | タイトル | 作詞・作曲 | 時間  |
| --------- | --- | --- | ----- |
| 1.        | 「ワン・アフター・909」(One After 909) | レノン＝マッカートニー | 3:06  |
| 2.        | 「メドレー : アイム・レディ (aka ロッカー) / セイヴ・ザ・ラスト・ダンス・フォ・ミー / ドント・レット・ミー・ダウン」(Medley:I'm Ready (aka Rocker) / Save The Last Dance For Me / Don't Let Me Down) | ファッツ・ドミノ、アル・ルイス、シルヴェスター・ブラッドフォード / ドク・ポーマス、モルト・シューマン / レノン＝マッカートニー | 1:56  |
| 3.        | 「ドント・レット・ミー・ダウン」(Don't Let Me Down) | レノン＝マッカートニー | 4:05  |
| 4.        | 「ディグ・ア・ポニー」(Dig A Pony) | レノン＝マッカートニー | 4:13  |
| 5.        | 「アイヴ・ガッタ・フィーリング」(I've Got A Feeling) | レノン＝マッカートニー | 2:53  |
| 6.        | 「ゲット・バック」(Get Back) | レノン＝マッカートニー | 3:14  |
| 7.        | 「フォー・ユー・ブルー」(For You Blue) | ジョージ・ハリスン | 2:54  |
| 8.        | 「テディ・ボーイ」(Teddy Boy) | ポール・マッカートニー | 3:41  |
| 9.        | 「トゥ・オブ・アス」(Two Of Us) | レノン＝マッカートニー | 3:29  |
| 10.       | 「マギー・メイ」(Maggie Mae) | 民謡（編曲：レノン＝マッカートニー＝ハリスン＝スターキー）                                                                     | 0:38  |
| 11.       | 「ディグ・イット」(Dig It) | レノン＝マッカートニー＝ハリスン＝スターキー                                                                                   | 4:10  |
| 12.       | 「レット・イット・ビー」(Let It Be) | レノン＝マッカートニー | 4:10  |
| 13.       | 「ザ・ロング・アンド・ワインディング・ロード」(The Long And Winding Road) | レノン＝マッカートニー | 3:39  |
| 14.       | 「ゲット・バック (リプリーズ)」(Get Back (Reprise)) | レノン＝マッカートニー | 0:42  |
| 合計時間: | 合計時間: | 合計時間: | 42:50 |

| #         | タイトル | 作詞・作曲             | 時間  |
| --------- | --- | ---------------------- | ----- |
| 1.        | 「アクロス・ザ・ユニヴァース (未発表 グリン・ジョンズ 1970ミックス)」(Across The Universe (Unreleased Glyn Johns 1970 Mix))                    | レノン＝マッカートニー | 3:31  |
| 2.        | 「アイ・ミー・マイン (未発表 グリン・ジョンズ 1970ミックス)」(I Me Mine (Unreleased Glyn Johns 1970 Mix))                                      | ジョージ・ハリスン     | 1:46  |
| 3.        | 「ドント・レット・ミー・ダウン (オリジナル・シングル・ヴァージョン ニュー・ミックス)」(Don't Let Me Down (New Mix of Original Single Version)) | レノン＝マッカートニー | 4:08  |
| 4.        | 「レット・イット・ビー (オリジナル・シングル・ヴァージョン ニュー・ミックス)」(Let It Be (New Mix of Original Single Version))                 | レノン＝マッカートニー | 3:52  |
| 合計時間: | 合計時間: | 合計時間:              | 13:17 |

| #   | タイトル                                                                  | 作詞 | 作曲・編曲 | 時間 |
| --- | ------------------------------------------------------------------------- | ---- | ---------- | ---- |
| 1.  | 「トゥ・オブ・アス」(Two Of Us)                                           |      |            | 3:35 |
| 2.  | 「ディグ・ア・ポニー」(Dig A Pony)                                        |      |            | 3:53 |
| 3.  | 「アクロス・ザ・ユニヴァース」(Across The Universe)                       |      |            | 3:47 |
| 4.  | 「アイ・ミー・マイン」(I Me Mine)                                         |      |            | 2:25 |
| 5.  | 「ディグ・イット」(Dig It)                                                |      |            | 0:50 |
| 6.  | 「レット・イット・ビー」(Let It Be)                                       |      |            | 4:03 |
| 7.  | 「マギー・メイ」(Maggie Mae)                                              |      |            | 0:38 |
| 8.  | 「アイヴ・ガッタ・フィーリング」(I've Got A Feeling)                      |      |            | 3:36 |
| 9.  | 「ワン・アフター・909」(One After 909)                                    |      |            | 2:51 |
| 10. | 「ザ・ロング・アンド・ワインディング・ロード」(The Long And Winding Road) |      |            | 3:38 |
| 11. | 「フォー・ユー・ブルー」(For You Blue)                                    |      |            | 2:50 |
| 12. | 「ゲット・バック」(Get Back)                                              |      |            | 3:09 |

- 音源のみの収録：ドルビー・アトモス（48kHz/24bit）/ DTS-HDマスター・オーディオ5.1（96kHz/24bit）/ ハイレゾ・ステレオ（96kHz/24bit）

## クレジット
ビートルズ
- ジョン・レノン - リード・ボーカル、ハーモニー & バッキング・ボーカル、リズムギター、リードギター（on "Get Back"）、アコースティック・ギター（on "Two of Us", "Across the Universe" and "Maggie Mae"）、ラップ・スティール・ギター（on "For You Blue"）、6弦ベース（on "Dig It" and "The Long and Winding Road"）、口笛（on "Two of Us"）
- ポール・マッカートニー - リード・ボーカル、ハーモニー & バッキング・ボーカル、ベース、アコースティック・ギター（on "Two of Us", and "Maggie Mae"）、ピアノ（on "Dig It", "Across the Universe", "Let It Be", "The Long and Winding Road", and "For You Blue"）、ハモンドオルガン（on "I Me Mine"）、エレクトリックピアノ（on "Let It Be",and "I Me Mine"）、マラカス（on "Let It Be"）
- ジョージ・ハリスン - リード・ボーカル、ハーモニー & バッキング・ボーカル、リードギター、リズムギター、アコースティック・ギター（on "I Me Mine"and "For You Blue"）、タンプーラ（on "Across the Universe"）
- リンゴ・スター - ドラム、パーカッション（on "Across the Universe"）

外部ミュージシャン
- ビリー・プレストン - エレクトリックピアノ（on on "Dig a Pony", "I've Got a Feeling", "One After 909", "The Long and Winding Road" and "Get Back"）、ハモンドオルガン（on "Dig It" and "Let It Be"）
- ジョージ・マーティン -　シェイカー（on "Dig It"）
- ブライアン・ロジャーズ - ストリングス＆ブラス・アレンジメント（on "Across the Universe"）
- リチャード・アンソニー・ヒューソン - ストリングス＆ブラス・アレンジメント（on "I Me Mine" and "The Long and Winding Road"）
- ジョン・バラム - コーラス・アレンジメント（on "Across the Universe", "I Me Mine" and "The Long and Winding Road"）

プロデューサー、スタッフ
- フィル・スペクター - プロデューサー（ファイナル・オーバーダブ、ファイナル・ミキシング）
- ジョージ・マーティン - プロデューサー（オリジナル・ミキシング：クレジットなし）
- グリン・ジョンズ - オーディオ・エンジニアリング、ミキシング
- アラン・パーソンズ - アシスタント・エンジニア

## 各国における販売形態
- 主にイギリス、アメリカ、日本を記載。

### アナログLP
| 国               | 発売日         | 販売形態       | レーベル                      | カタログ番号    | ヴァージョン               | 備考                                                     |
| ---------------- | -------------- | -------------- | ----------------------------- | --------------- | -------------------------- | -------------------------------------------------------- |
| イギリス         | 1970年5月8日   | LP box set     | Apple Records                 | PSX 1           | オリジナル                 | 写真集『THE BEATLES GET BACK』が付属。                   |
| アメリカ         | 1970年5月18日  | LP             | Apple Records                 | AR 34001        | オリジナル                 | ゲートフォールド・ジャケット仕様。                       |
| 日本             | 1970年6月5日   | LP box set     | 東芝音楽工業                  | AP 9009         | オリジナル                 | 写真集『THE BEATLES GET BACK』が付属。                   |
| イギリス         | 1970年11月9日  | LP             | Apple Records                 | PCS 7096        | オリジナル                 | シングル・カバー仕様。                                   |
| 日本             | 1971年2月25日  | LP             | 東芝EMI                       | AP-80189        | オリジナル                 | アメリカ盤と同じゲートフォールド・ジャケット仕様。       |
| 日本             | 1976年6月20日  | LP             | 東芝EMI                       | EAS-80561       | オリジナル                 | アメリカ盤と同じゲートフォールド・ジャケット仕様。       |
| アメリカ         | 1986年         | LP             | Capitol Records / SRC         | SW-11922        | オリジナル                 |                                                          |
| アメリカ         | 1986年11月     | LP / LP BOX    | モービル・フィデリティ / EMI  | MFLS1-109       | オリジナル                 | ハーフスピード・カットの高音質盤                         |
| 日本             | 1992年7月29日  | LP             | 東芝EMI                       | TOJP-7084       | 1987年リマスター           |                                                          |
| 日本             | 2004年1月21日  | LP             | 東芝EMI                       | TOJP 60143      | 1987年リマスター           |                                                          |
| ヨーロッパ       | 2012年         | LP             | Apple Records                 | PCS 7096        | 2009年リマスター           | 180g重量盤                                               |
| アメリカ         | 2012年11月13日 | LP             | Apple Records                 | 094638247210    | 2009年リマスター           | 180g重量盤                                               |
| 日本             | 2012年11月14日 | LP             | 東芝EMI                       | TOJP-60194      | 2009年リマスター           | 輸入盤国内仕様（EU生産180g重量盤）                       |
| イギリス、他     | 2017年11月8日  | LP付きマガジン | De Agostini / Apple Records   | 0094638247210   | 2009年リマスター           | The Beatles Vinyl Collection #19                         |
| 日本             | 2018年1月4日   | LP付きマガジン | デアゴスティーニ・ジャパン    | ISBN 4813521738 | 2009年リマスター           | ザ・ビートルズ・LPレコード・コレクション10号             |
| イギリス、他     | 2021年10月15日 | LP             | Apple Records/Universal Music | 07138653        | ニュー・ステレオ・ミックス | ハーフスピード・カット180g重量盤                         |
| アメリカ、カナダ | 2021年10月15日 | LP             | Apple Records/Capitol Records | B0032263-01     | ニュー・ステレオ・ミックス | ハーフスピード・カット180g重量盤                         |
| 日本             | 2021年10月15日 | LP             | ユニバーサルミュージック      | UIJY-75220      | ニュー・ステレオ・ミックス | 輸入盤国内仕様（EU生産ハーフスピード・カット180g重量盤） |
| イギリス、他     | 2021年10月15日 | ピクチャーLP   | Apple Records/Universal Music | 0602435922416   | ニュー・ステレオ・ミックス | ハーフスピード・カット180g重量盤                         |
| 日本             | 2021年10月15日 | ピクチャーLP   | ユニバーサルミュージック      | PDJT-1030       | ニュー・ステレオ・ミックス | 輸入盤国内仕様（EU生産ハーフスピード・カット180g重量盤） |
| イギリス、他     | 2021年10月15日 | 5LP            | Apple Records/Universal Music | 06025071388990  | ニュー・ステレオ・ミックス | ハーフスピード・カット180g重量盤                         |
| 日本             | 2021年10月15日 | 5LP            | ユニバーサルミュージック      | UIJY-75215～9   | ニュー・ステレオ・ミックス | 輸入盤国内仕様（EU生産ハーフスピード・カット180g重量盤） |

### CD
| 国                        | 発売日         | 販売形態 | レーベル                                     | カタログ番号     | ヴァージョン               | 備考 |
| ------------------------- | -------------- | -------- | -------------------------------------------- | ---------------- | -------------------------- | --- |
| ヨーロッパ、 アメリカ、他 | 1987年10月10日 | CD       | Parlophone                                   | CDP 7 46447 2    | 1987年リマスター           | |
| 日本                      | 1987年10月19日 | CD       | 東芝EMI                                      | CP32-5333        | 1987年リマスター           | |
| 日本                      | 1998年3月11日  | CD       | 東芝EMI                                      | TOCP-51123       | 1987年リマスター           | |
| ヨーロッパ、 アメリカ、他 | 2009年9月9日   | CD       | Apple Records / Parlophone / Capitol Records | 0946 3 82472 2 7 | 2009年リマスター           | エンハンストCD（CDエキストラ）、 デジパック仕様。                                                                    |
| 日本                      | 2009年9月9日   | CD       | 東芝EMI                                      | TOCP-71014       | 2009年リマスター           | エンハンストCD（CDエキストラ）、 デジパック仕様。                                                                    |
| 日本                      | 2011年12月14日 | CD       | 東芝EMI                                      | TOCP-54514       | 2009年リマスター           | エンハンストCD（CDエキストラ）、 デジパック仕様。                                                                    |
| 日本                      | 2013年11月6日  | CD       | 東芝EMI                                      | TYCP-60014       | 2009年リマスター           | エンハンストCD（CDエキストラ）、 デジパック仕様。                                                                    |
| 日本                      | 2014年6月25日  | CD       | ユニバーサルミュージック                     | UICY-76498       | 2009年リマスター           | エンハンストCD（CDエキストラ）、 デジパック仕様。                                                                    |
| 日本                      | 2014年12月17日 | CD       | ユニバーサルミュージック                     | UICY-76979       | 2009年リマスター           | SHM-CD、紙ジャケット仕様                                                                                             |
| 日本                      | 2017年12月6日  | CD       | ユニバーサルミュージック                     | UICY-78530       | 2009年リマスター           | SHM-CD、紙ジャケット仕様                                                                                             |
| 日本                      | 2019年10月2日  | CD       | ユニバーサルミュージック                     | UICY-79000       | 2009年リマスター           | エンハンストCD、デジパック仕様。                                                                                     |
| 日本                      | 2021年10月15日 | 5CD+BD   | ユニバーサルミュージック                     | UICY-79760       | ニュー・ステレオ・ミックス | スペシャル・エディション・スーパー・デラックス。SHM-CD、紙ジャケット、ブックレット付ボックス仕様。詳しくは前述参照。 |
| 日本                      | 2021年10月15日 | 2CD      | ユニバーサルミュージック                     | UICY-16030~1     | ニュー・ステレオ・ミックス | スペシャル・エディション・2CDデラックス。SHM-CD、紙ジャケット仕様。                                                  |
| 日本                      | 2021年10月15日 | CD       | ユニバーサルミュージック                     | UICY-16032       | ニュー・ステレオ・ミックス | スペシャル・エディション。SHM-CD、紙ジャケット仕様。                                                                 |

### その他
| 国       | 発売日 | 販売形態                 | レーベル        | カタログ番号                    |
| -------- | ------ | ------------------------ | --------------- | ------------------------------- |
| イギリス | 1970年 | オープンリールテープ     | Apple Records   | TD-PCS 7096 TA-PMC 7096（mono） |
| イギリス | 1970年 | 8トラック・カートリッジ  | Apple Records   | 8X-PCS 7096                     |
| イギリス | 1970年 | コンパクトカセットテープ | Apple Records   | TC-PCS 7096                     |
| アメリカ | 1970年 | オープンリール           | Apple Records   | L 3401                          |
| アメリカ | 1970年 | 8トラック・カートリッジ  | Apple Records   | ART-8001                        |
| アメリカ | 1970年 | 4トラック・カートリッジ  | Apple Records   | X 43401                         |
| アメリカ | 1970年 | コンパクトカセットテープ | Apple Records   | ART 2001                        |
| 日本     | 1970年 | オープンリールテープ     | 東芝EMI         | PXA-5053                        |
| 日本     | 1970年 | 8トラック・カートリッジ  | 東芝EMI         | PYA-7189                        |
| 日本     | 1970年 | コンパクトカセットテープ | 東芝EMI         | PZA-3091                        |
| 日本     | 1973年 | 8トラック・カートリッジ  | 東芝EMI         | EAYA-7420                       |
| 日本     | 1973年 | コンパクトカセットテープ | 東芝EMI         | EAZA-3285                       |
| 日本     | 1976年 | コンパクトカセットテープ | 東芝EMI         | EAZA-3620                       |
| 日本     | 1979年 | コンパクトカセットテープ | 東芝EMI         | ZR18-992                        |
| 日本     | 1982年 | コンパクトカセットテープ | 東芝EMI         | ZR20-843                        |
| 日本     | 1983年 | コンパクトカセットテープ | 東芝EMI         | ZR25-1013                       |
| イギリス | 1987年 | コンパクトカセットテープ | Parlophone      | TC-PCS 7096（再発）             |
| アメリカ | 1987年 | コンパクトカセットテープ | Capitol Records | 4XW 11922（XDR）                |
| 日本     | 1987年 | コンパクトカセットテープ | 東芝EMI         | ZP25-5594（XDR）                |

## チャート成績

### 週間チャート
| チャート (1970年)                     | 最高位 |
| ------------------------------------- | ------ |
| オーストラリア (Kent Music Report)    | 1      |
| カナダ (RPM Albums Chart)             | 1      |
| 日本 (オリコン)                       | 2      |
| オランダ (MegaCharts)                 | 1      |
| ノルウェー (VG-lista)                 | 1      |
| スウェーデン (Kvällstoppen Chart)     | 2      |
| UK アルバムズ (OCC)                   | 1      |
| US Billboard Top LPs                  | 1      |
| 西ドイツ (Media Control Albums Chart) | 3      |

| チャート (1987年)   | 最高位 |
| ------------------- | ------ |
| 日本 (オリコン)     | 8      |
| UK アルバムズ (OCC) | 50     |

| チャート (2009年)                      | 最高位 |
| -------------------------------------- | ------ |
| オーストリア (Ö3 Austria)              | 52     |
| オーストリア (Ö3 Austria)              | 3      |
| ベルギー (Ultratop Flanders)           | 37     |
| ベルギー (Ultratop Wallonia)           | 64     |
| デンマーク (Hitlisten)                 | 40     |
| フィンランド (Suomen virallinen lista) | 34     |
| イタリア (FIMI)                        | 38     |
| 日本 (オリコン)                        | 18     |
| 日本 (Top Albums Sales)                | 23     |
| メキシコ (Top 100 México)              | 30     |
| ニュージーランド (RMNZ)                | 29     |
| ポルトガル (AFP)                       | 11     |
| スペイン (PROMUSICAE)                  | 45     |
| スウェーデン (Sverigetopplistan)       | 24     |
| スイス (Schweizer Hitparade)           | 48     |
| UK アルバムズ (OCC)                    | 49     |

| チャート (2021年)                      | 最高位 |
| -------------------------------------- | ------ |
| オーストラリア (ARIA)                  | 2      |
| ベルギー (Ultratop Flanders)           | 6      |
| ベルギー (Ultratop Wallonia)           | 2      |
| カナダ (Billboard)                     | 8      |
| チェコ (ČNS IFPI)                      | 14     |
| デンマーク (Hitlisten)                 | 5      |
| フィンランド (Suomen virallinen lista) | 5      |
| ドイツ (Offizielle Top 100)            | 3      |
| ハンガリー (MAHASZ)                    | 34     |
| Irish Albums (OCC)                     | 3      |
| イタリア (FIMI)                        | 9      |
| 日本 (オリコン)                        | 4      |
| 日本 (Download Albums)                 | 19     |
| 日本 (Hot Albums)                      | 7      |
| 日本 (Top Albums Sales)                | 6      |
| オランダ (MegaCharts)                  | 2      |
| ニュージーランド (RMNZ)                | 5      |
| ノルウェー (VG-lista)                  | 8      |
| ポルトガル (AFP)                       | 6      |
| スペイン (PROMUSICAE)                  | 5      |
| スウェーデン (Sverigetopplistan)       | 7      |
| スイス (Schweizer Hitparade)           | 3      |
| UK アルバムズ (OCC)                    | 2      |
| US Billboard 200                       | 5      |

### 年間チャート
| チャート (1970年)                  | 順位 |
| ---------------------------------- | ---- |
| オーストラリア (Kent Music Report) | 6    |
| UK Albums (OCC)                    | 6    |
| US Billboard Pop Albums            | 31   |

| チャート（1970年） | 順位 |
| ------------------ | ---- |
| 日本 (オリコン)    | 8    |

| チャート（1973年） | 順位 |
| ------------------ | ---- |
| 日本 (オリコン)    | 7    |

### 年代末チャート
| チャート（1970年 - 1979年） | 順位 |
| --------------------------- | ---- |
| 日本 (オリコン)             | 7    |

## 認定
| 国/地域                                             | 認定        | 認定/売上数 |
| --------------------------------------------------- | ----------- | ----------- |
| アルゼンチン (CAPIF)                                | 2× Platinum | 120,000^    |
| オーストラリア (ARIA)                               | Platinum    | 70,000^     |
| カナダ (Music Canada)                               | 3× Platinum | 300,000^    |
| デンマーク (IFPI Danmark)                           | Platinum    |             |
| フランス (SNEP)                                     | Gold        | 100,000*    |
| イタリア (FIMI) 2009年再発盤                        | Gold        | 25,000      |
| ニュージーランド (RMNZ) Reissue                     | 2× Platinum | 30,000^     |
| イギリス (BPI)                                      | Platinum    | 300,000     |
| アメリカ合衆国 (RIAA)                               | 4× Platinum | 4,000,000^  |
| * 認定のみに基づく売上数 ^ 認定のみに基づく出荷枚数 |             |             |

 英国レコード産業協会による認定は1994年の売上によるもの。